# 朱美埥
慶成恭僖王朱美埥（1408年—1456年8月9日），明朝晉藩第二代慶成王，慶成莊惠王朱濟炫的庶長子。

## 生平
朱美埥初封鎮國將軍。宣德七年（1432年），襲封慶成王。宣德十年（1435年），獲賜汾州廢倉閑地。
景泰七年七月九日（1456年8月9日），朱美埥去世，享年四十九歲，諡號恭僖。兩年後，庶長子朱鍾鎰襲爵。

## 家庭

### 妻
- 傅氏，太原右衛千戶傅英女，宣德七年（1431年）冊為慶成王妃[4]，宣德八年（1432年）薨[5]

### 妾
- 王氏，生朱鍾鎰[6]

### 子
有十四子
- 庶長子：鎮國將軍→慶成溫穆王朱鍾鎰
- 第二子：鎮國將軍朱鍾鋼
- 第三子：鎮國將軍朱鍾鎛
- 第四子：鎮國將軍朱鍾錂
- 第五子：鎮國將軍朱鍾鏆
- 第六子：鎮國將軍朱鍾鑰[8]
- 第七子：鎮國將軍朱鍾鑑
- 第八子：鎮國將軍朱鍾鏘[9]
- 第九子：鎮國將軍朱鍾𬫷[10]
- 第十子：鎮國將軍朱鍾鉑，景泰七年（1456年）更名[11]，配涂氏，封夫人
  - 嫡長子：輔國將軍朱奇汶（1471年—1543年1月12日），號愛軒，其墓表張冕撰，舉人王文翰書，舉人賴君恩篆[7]
    - 第一子：奉國將軍朱表欆，配韓氏，封淑人[7]
      - 第一子：鎮國中尉朱知⿰火基，配董氏，封恭人[7]

    - 第二子：奉國將軍朱表㯞，配賈氏，封淑人[7]
      - 第一子：鎮國中尉朱知⿱火旻，配董氏，封恭人[7]
      - 第二子：鎮國中尉朱知𨹾，配王氏，封恭人[7]
      - 第三子：鎮國中尉朱知賧，配張氏，封恭人[7]
      - 女：伍城鄉君，儀賓賈大海[7]

    - 第三子：奉國將軍朱表楋，配王氏，封淑人[7]
    - 女：當陽縣君，儀賓伯宣[7]

  - 子：輔國將軍朱奇㶄，因私通劉玉妻，被兄長朱奇汶告發，又鞭打其兄，革祿一半[12]
  - 子：輔國將軍朱奇淤，因私通劉玉妻，被兄長朱奇汶告發，革祿三分之一[12]
- 第十一子：鎮國將軍朱鍾鎧
- 第十二子：鎮國將軍朱鍾銋[13]
- 子：鎮國將軍朱鍾鏾[14][15]
  - 子：輔國將軍朱奇潘[15]，正德十一年（1516）停祿半年[16]
    - 嫡長子：奉國將軍朱表樛[15]，弘治十四年（1501年）正月賜名[17]
      - 子：鎮國中尉朱知爚[15]
        - 第一子：輔國中尉朱新（1539年9月22日—1610年11月19日），號西坪，配蘇氏[15]
          - 嫡長子：奉國中尉朱慎⿱⿳卝罒冖金，配武氏[15]
          - 嫡次子：奉國中尉朱慎𨥉，配馬氏[15]
            - 第一子：朱敏洴[15]
            - 第二子：朱某，幼[15]
            - 第三子：朱某，幼[15]
            - 第一女：許聘張上舍次子[15]

          - 嫡三子：奉國中尉朱慎⿰方釡，配馮氏[15]
            - 第一女：朱成姐[15]
            - 第二女：朱二姐[15]

          - 庶四子：朱慎鐸，配劉氏[15]
          - 庶五子：朱某，幼未名[15]
          - 第一女：宗婿張九德[15]
          - 第二女：宗婿侯虞臣[15]
          - 第三女：宗婿葉茂[15]

  - 第四子：輔國將軍朱奇澥，弘治元年（1488年）二月賜名[18]，弘治四年（1491年）三月賜誥命冠服[19]
  - 第五子：輔國將軍朱奇湱，弘治三年（1490年）十一月賜名[20]，弘治五年（1492年）賜誥命冠服[21]
  - 第六子：朱奇潠，弘治七年（1494年）七月賜名[14]
  - 第七子：輔國將軍朱奇浹，弘治七年（1494年）七月賜名[14]，正德十一年（1516）停祿半年[16]

### 女
- 庶長女：雲內縣主，儀賓李芳
- 女：離石縣主，儀賓衛景[22]
- 女：東勝縣主，儀賓劉欽[23]
- 第五女：平定縣主，儀賓王得昭
- 第六女：大寧縣主，儀賓徐進
- 第七女：廣陽縣主，儀賓徐清
- 第八女：雲中縣主，儀賓謝徵[24]
- 女：新河縣主，儀賓羅潭[25]

### 裔孫
- 曾孫：奉國將軍朱表桍[26]
- 玄孫：鎮國中尉朱知焩[26]
- 玄孫女：宮市鄉君[26]
- 五世孫：輔國中尉朱新⿰土萼，妻韓氏，封宜人[27]
  - 子：朱慎銳[27]